# Sachchidananda Vatsyayan
Ne doit pas être confondu avec Vâtsyâyana.
Sachchidananda Hirananda Vatsyayan 'Agyeya' (सच्चिदानंद हीरानंद वात्स्यायन "अज्ञेय"), né le 7 mars 1911 à Kasya, (district de Kushinagar, Uttar Pradesh, Inde britannique) et mort le 4 avril 1987 à New Delhi (Inde), connu sous son nom de plume Ajneya ("Au-delà de la compréhension"), est un pionnier d'une littérature moderne non seulement dans le domaine de la poésie hindi, mais aussi de la fiction, de la critique et du journalisme.
Il est l'un des membres les plus éminents de la Nayi Kavita (Nouvelle poésie) et du Prayog (Expériences) dans la littérature hindi moderne. Il a édité les 'Saptaks', une série littéraire, et a lancé le magazine hebdomadaire en hindi Dinaman (en).
Agyeya a également traduit en anglais certaines de ses œuvres, ainsi que des celles d'autres auteurs indiens. Il a également traduit en hindi des œuvres de la littérature mondiale.